# Agnin
Agnin is een gemeente in het Franse departement Isère (regio Auvergne-Rhône-Alpes). De plaats maakt deel uit van het arrondissement Vienne. Agnin telde op 1 januari 2022 1.240 inwoners.

## Geografie
De oppervlakte van Agnin bedroeg op 1 januari 2022 7,96 vierkante kilometer; de bevolkingsdichtheid was toen 155,8 inwoners per km².

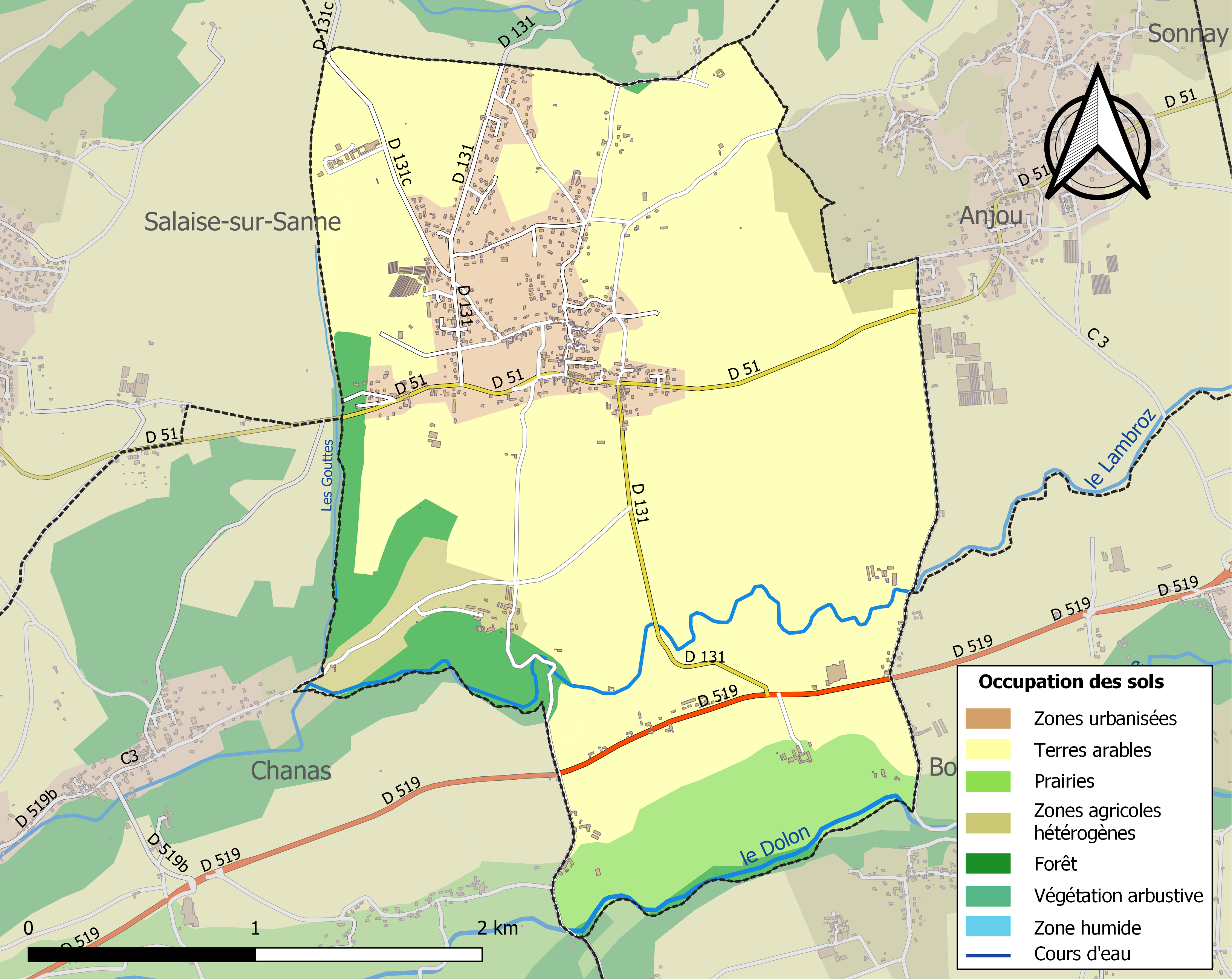
Kaart van de gemeente met de belangrijkste infrastructuur, bodemgebruik en omliggende gemeenten

## Demografie
Onderstaande figuur toont het verloop van het inwonertal (bron: INSEE-tellingen).